# 171. rezervní divize (Wehrmacht)
171. rezervní divize (německy 171. Reserve-Division) byla pěší divize německé armády (Wehrmacht) za druhé světové války.

## Historie
Divize byla založena 1. října 1942 v okupovaném Nizozemí a umístěna v Arnhemu. Od února 1943 byla divize přeložena do města Diksmuide v Belgii. 23. listopadu 1943 byla 171. rezervní divize přejmenována na 48. pěší divizi.